# W domu
W domu (ang. Home) – powieść amerykańskiego pisarza Harlana Cobena, wydana w 2016 (w Polsce ukazała się 11.02.2018 i została wydana przez Albatros). Powieść jest jedenastą książką z nagradzanej serii o agencie sportowym Myronie Bolitarze.

## Fabuła
Dwaj sześcioletni chłopcy zostali uprowadzeni z domu. Porwanie Patricka Moore’a oraz Rhysa Baldwina wstrząsnęło całą okolicą. Poszukiwania chłopców jednak nie przyniosły rezultatu. Dziesięć lat po uprowadzeniu pojawiła się szansa na ich odnalezienie. Jeden z porwanych odnajduje się w Londynie. Win Lockwood, który jest spokrewniony z jednym z chłopców prosi o pomoc przyjaciela Myrona Bolitara, by pomógł chłopcu odnaleźć drogę do domu.